# Kukës
Kukës (alb. Kukës lub Kukësi) – albańskie miasto położone u zbiegu Czarnego i Białego Drinu, w okręgu Kukës, w obwodzie Kukës, w północno-wschodniej Albanii. Według danych z 2003 r. w mieście mieszka około 16 000 ludzi.
Kukës leży w dolinie u podnóża wysokich, oślepiających białym gipsem i marmurem gór Korab. Najwyższy szczyt w pobliżu miasta to Gjallica (2468 m n.p.m.). W mieście i okolicach znajduje się wiele kopalni chromu i miedzi. Huty rud wybudowane przez Włochów przed II wojną światową zostały rozbudowane w 1948 r. przy pomocy Czechosłowacji i Związku Radzieckiego po przejęciu w 1946 r. władzy przez komunistów. Miasto graniczy z Kosowem. W mieście znajduje się meczet oraz zamknięty hotel i muzeum.
W mieście działa klub piłkarski FK Kukësi.

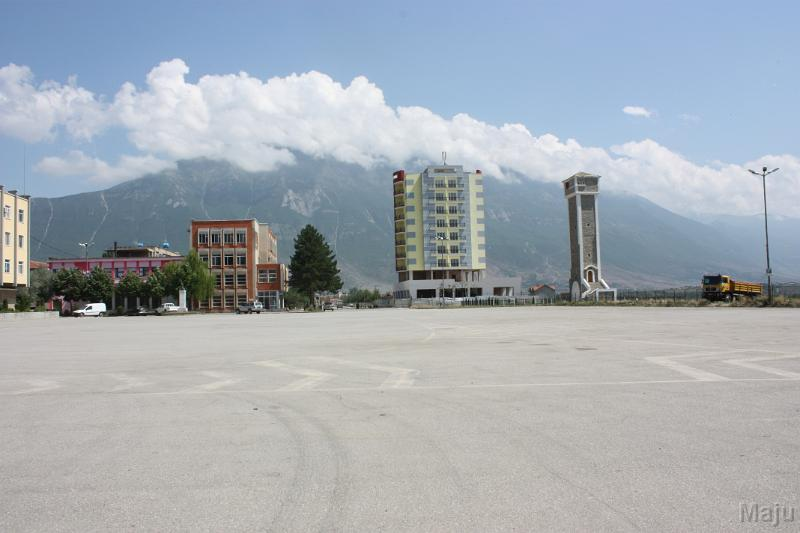
Kukës